# 이집트 피라미드
영어: Egyptian pyramids)는 

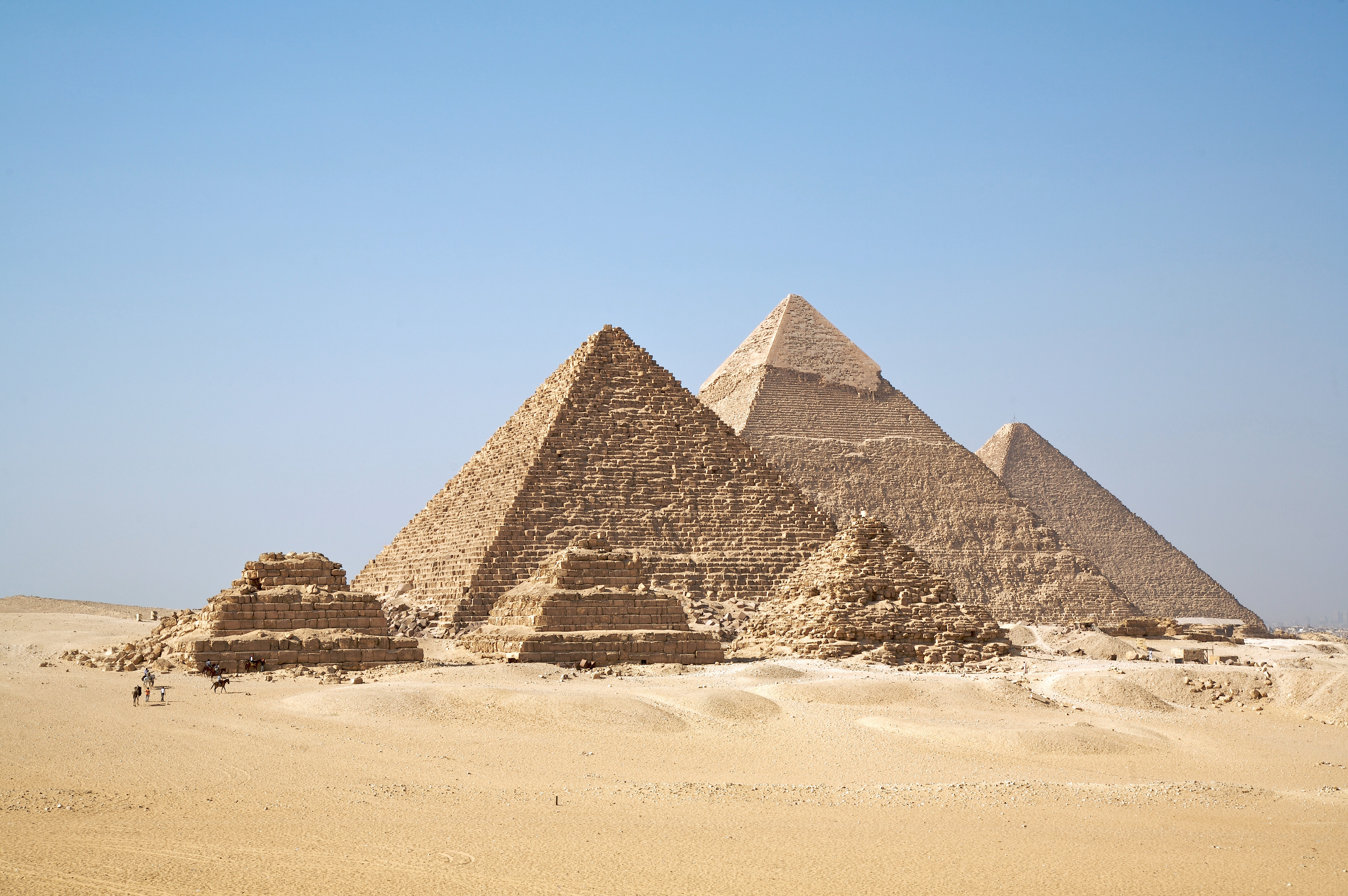
남쪽에서 바라본 기자의 피라미드들. 좌측부터 가장 큰 세기의 피라미드는 각각 멘카우레왕 피라미드, 카프레왕의 피라미드 그리고 쿠푸왕의 대 피라미드이다. 그리고 뒤에 위치한 나머지 세기의 작은 피라미드들은 멘카우레왕 피라미드때 같이 지어졌다

2008년 기준, 이집트에 모두 138기의 피라미드가 발견되었다. 대다수의 피라미드는 이집트 파라오나 그들의 무덤으로 사용되었다.
가장 먼저 알려진 이집트 피라미드는 이집트 북부의 멤피스 사카라지방에서 발견되었다. 가장 최초의 피라미드는 기원전 2630년부터 2611년까지 이집트 제3왕조 때 지어진 파라오 조세르의 피라미드로 알려져 있다. 이 피라마드와 주변의 건축물들은 설계자 임호텝에 의해 설계되었으며, 일반적으로 인류역사상 가장 오래된 마름돌로 쌓아올린 건축물로 인정받는다. 피라미드 건설에 동원된 인부들은 거의 수천명에서 2만, 혹은 10만명까지 동원되었을 것으로 추측된다.
가장 유명한 이집트 피라미드는 기자 피라미드로서 이집트 카이로의 외곽에 위치하고 있다. 제 4왕국때 지어진 기자 피라미드들 중 몇몇은 역사상 가장 큰 건축물로 평가된다. 기자 피라미드중 쿠푸왕의 피라미드가 가장 큰 피라미드다. 이것은 세계 7대 불가사의 중 유일하게 실존하는 건축물이다.

## 같이 보기
- 피라미디온
- 벤벤 - 기원전 1840년경에 조성된 피닉스(불사조) 사원 아메넴헤트 3세의 피라미드 꼭대기에 있는 소형 피라미드 형상
- 아스테카 문명 & 테오티우아칸
- 몽크스 마운드(en:Monks Mound) - 아메리카 대륙에서 가장 큰 선사시대의 마운드 & 아메리카 이주설